# Gare de Sainte-Léocadie
Gare de Sainte-Léocadie vasútállomás Franciaországban, Sainte-Léocadie településen.

## Vasútvonalak
Az állomást az alábbi vasútvonalak érintik:
- Ligne de Cerdagne

## Kapcsolódó állomások
A vasútállomáshoz az alábbi állomások vannak a legközelebb:
- Gare d’Osséja (Gare de Latour-de-Carol - Enveitg)
- Gare d’Err (Gare de Villefranche - Vernet-les-Bains)